# Анатолики
Анатолики (лат. Anatolica) — род жесткокрылых из семейства чернотелок.

## Описание
Боковые вырезки наличника менее глубокие, основания мандибул покрыты наличником. Задний край глаз слабо округлый или почти прямой, глаза слабо сужены посередине. Второй-четвёртый членики средних лапок удлинённые.

## Систематика
В составе рода:
- Anatolica abbreviata (Gebler, 1830)
- Anatolica angustata (Steven, 1829)
- Anatolica eremita (Steven, 1829)
- Anatolica gibbosa (Steven, 1829)
- Anatolica impressa (Tauscher, 1812)
- Anatolica lata (Steven, 1829)
- Anatolica subquadrata (Tauscher, 1812)